# Аокі Мокубей
Аокі Мокубей (яп. 青木木米, あおきもけべい; 1767 — 2 липня 1833) — японський гончар, художник другої половини періоду Едо.

## Життєпис

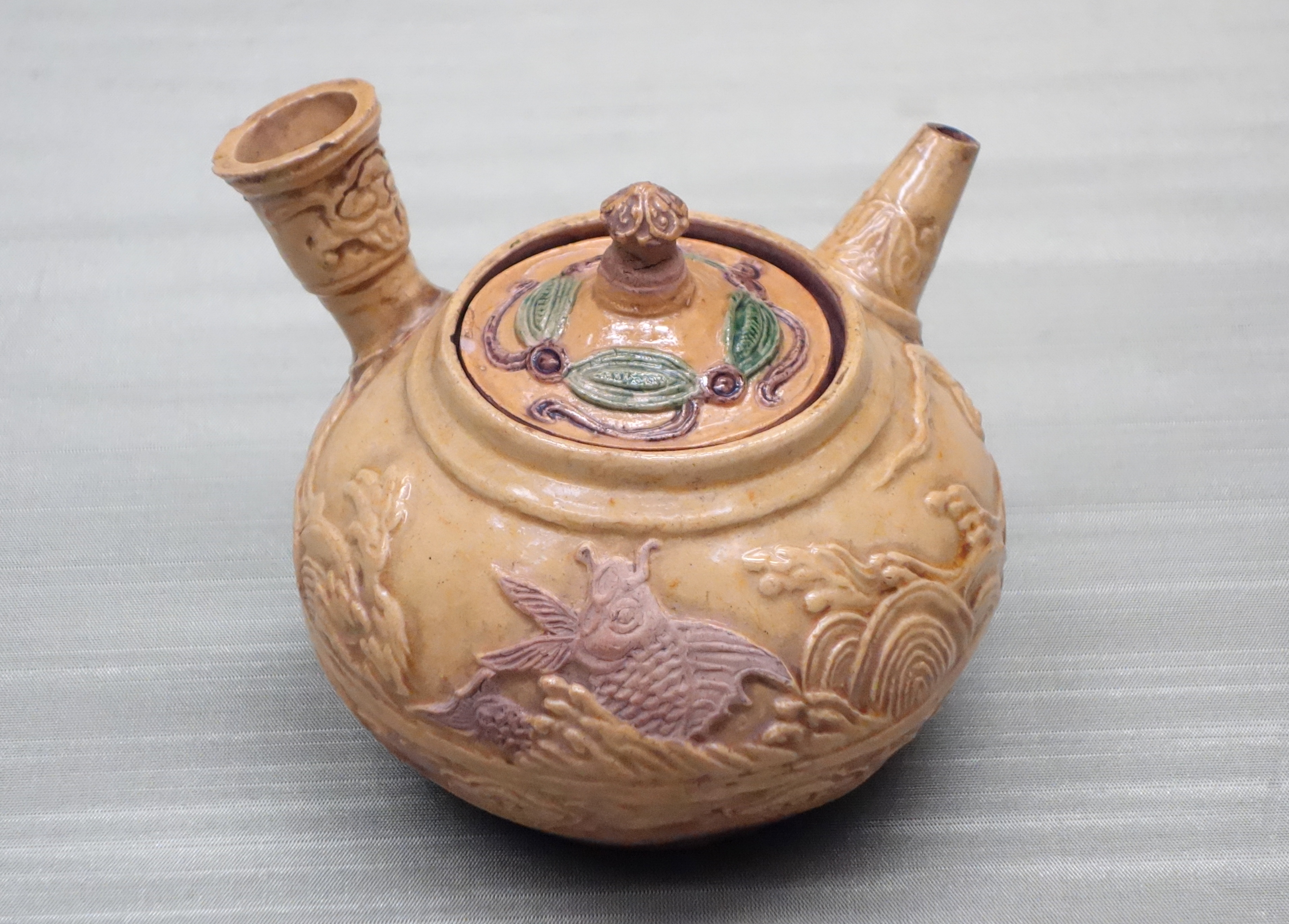
Чайник роботи Аокі Мокубея

Дитяче ім'я Аокі Мокубея — Ясохаті (八十八), прізвисько — Сахей (佐平). Художник мав багато псевдонімів, серед яких окрім власне псевди Мокубей були Сюнрай (青来), Хякурокусандзін (百六散人), Кокікан (古器観), Тей'унро (亭雲楼), Кукурін (九九鱗) та Робей (聾米)
Аокі Мокубей народився у 1767 році в Кіото у сім'ї торговця чаєм і деревиною. У молоді він роки навчався малюванню у художника Ко Фуйо, але згодом перейшов від картин до виготовлення кераміки. У 1805 році Аокі відкрив свою майстерню в Кіото, район Курітаґуті. Його посуд швидко здобув добру славу у столиці і околицях. У 1806 році майстра було запрошено до північного Каґа-хан, де він відродив традиції школи кутанійської кераміки.
Серед основних виробів Аокі переважав посуд для чайної церемонії. Він виготовляв блакитно-білу кераміку, червону кераміку ака-е та орнаментовану кераміку сомецукі. Художник черпав своє натхнення у шедеврах гончарного мистецтва стародавнього Китаю, що дозволило йому створити свій власний унікальний стиль. Червона, багаторозписана кераміка є харатерною особливістю стилю цього художника. Аокі також залишив по собі славу оригінального художника.
Аокі Мокубей помер 2 липня 1833 року. Його ввжають одним з трьох видатний кіотських гончарів 1-ї половини 19 століття разом із Ейраку Ходзеном і Нін'амі Дохаті.